# Kishtwar
Kishtwar (en cachemir: কিশ্তৱার ) es una localidad de la India capital del distrito de Kishtwar, en el estado de Jammu y Cachemira.

## Geografía
Se encuentra a una altitud de 1630 m s. n. m. a 146 km de la capital estatal, Srinagar, en la zona horaria UTC +5:30.

## Demografía
Según estimación 2010 contaba con una población de 6 941 habitantes.